# 石田純一のサンデーゴルフ
『石田純一のサンデーゴルフ』（いしだじゅんいちのサンデーゴルフ）は、2018年4月8日から2020年6月28日まで、テレビ東京で毎週日曜11:00 - 11:25（JST）に放送されたゴルフ番組。石田純一の冠番組でもある。

## 概要
MCを務める石田純一とアシスタントを務める山内鈴蘭が、芸能人や一般人をゲストに迎え、ゴルフコースで真剣勝負するといった番組内容となっている。新聞・テレビ誌の番組表における表記は文字数の都合により「石田サンデーゴルフ」「サンデーゴルフ」「石田ゴルフ」などと掲載する場合もあった。
2020年初頭からの、日本国内における2019新型コロナウイルス感染症（COVID-19）の流行により、本番組でもMCの石田のCOVID-19感染、緊急事態宣言発出などの影響によるゴルフ場の使用不可といった理由から、番組収録を中断し過去の放送分の再放送で対応するなど、様々な面で影響を受ける形となった。特に石田の感染が明らかとなった4月15日以降は、同局に石田への批判が殺到する事態にまで発展。最終的に石田の所属事務所との協議の末、番組の打ち切りが決定的になり、6月10日にテレビ東京サイドから正式に同月いっぱいでの終了が発表された。
後番組として、岡田圭右と藤森慎吾がMCを務める同コンセプトのゴルフ番組『日曜ゴルフっしょ!』が2020年7月より同時間帯にてスタート。同番組では山内鈴蘭も本番組に引き続きレギュラー出演、翌2021年3月まで放送された。

## 出演者
MC
- 石田純一

アシスタント
- 山内鈴蘭（SKE48）

ナレーション
- 垣花正

## 放送時間・配信元
| 放送対象地域 | 放送局       | 系列           | 放送日時                          | 放送期間                     | ネット状況 |
| ------------ | ------------ | -------------- | --------------------------------- | ---------------------------- | ---------- |
| 関東広域圏   | テレビ東京   | テレビ東京系列 | 日曜日 11:00 - 11:25              | 2018年4月8日 - 2020年6月28日 | 制作局     |
| 和歌山県     | テレビ和歌山 | 独立局         | 月曜日 1:30 - 1:55 （日曜日深夜） | 2018年4月23日 - 2020年8月3日 | 遅れネット |
| 奈良県       | 奈良テレビ   | 独立局         | 日曜日 23:00 - 23:30              | 2018年5月6日 - 2020年7月26日 | 遅れネット |
| 滋賀県       | びわ湖放送   | 独立局         | 月曜日 0:30 - 1:00 （日曜日深夜） | 不明                         | 遅れネット |

ネット配信
- TVer - テレビ東京での放送終了から次回放送日の11:24まで、最新回のみ配信。

## スタッフ
- CAM：二型昭雄、金海香儀、山森義明、上野祥一郎、木村智、花岡隆太
- VE：町田和康、川井力
- 音声：田口豊、福田史基
- メイク：中田愛美
- 音効：稲田俊介
- 編集：岡田聡、川上千晶
- MA：森田大亮
- タイトル：sovbeans&rice
- CG：小島伸夫
- 技術協力：Rays Studio
- 協力：Volvik
- 撮影協力：ゴルフ倶楽部成田ハイツリー、RIZAP GOLF ほか
- 衣裳協力：ビバハート
- 協力プロデューサー：今村和樹
- 制作補：咲本愛子、原田航平
- AP：嶋田倫明（以前は制作補）
- AD：原田大智
- 演出：越田詠人、大村一隆
- プロデューサー：増田孝輔（テレビ東京）、石川亮
- 制作協力：UNICORN CREATIVE
- 制作：テレビ東京、スポニチクリエイツ

### 過去のスタッフ
- ナレーション：中村修三
- 構成：建部和史、わたなべりょう
- 音効：塚本桂三
- 編集：土田重之
- MA：イトルベ・セバスチャン
- AP：櫻田朋樹
- AD：橋本ひとみ、千葉竜也、君島海里
- ディレクター：園畑将基、宮澤豊孝、伊藤喜孝
- 演出：富永恒久
- プロデューサー：冨岡洋介（テレビ東京）、高田功一
- 制作：日経映像